# おーしゃんいーすと
おーしゃんいーすとは、オーシャントランスが運航していたフェリー。

## 概要
旧オーシャンフェリー時代の船舶「第三伊豆」に代わり東京港 - 徳島港 - 新門司港（北九州市）航路に1991年に就航。「オーシャン東九フェリー」としての最初の新造船となる。1996年から2015年まで当船と同型船おーしゃんうえすとを｢スタンダードフェリー」、後に登場した合理化型のおーしゃんさうす・おーしゃんのーすを「カジュアルフェリー」として1日おきに船型を交互に変えて運航していた。新造船「フェリーびざん」就航に伴い2016年1月24日の新門司港到着をもって引退した。
その後、売船のため、GOLDEN BIRD 7と改名してモンゴル船籍となり、インドネシアへ回航。Atosim Lampung Pelayaranにて「Mutiara Timur I」として運航された。

### 航路
オーシャン東九フェリー
- 東京港（東京港フェリーターミナル） - 徳島港 - 新門司港

## 船内
5階・B甲板
- エントランスホール
- 売店・案内所
- ロッカー
- 自動販売機コーナー「スナックコーナー」
- レストラン（2008年より「フードスクエア」としてイートインスペース利用、また一部時間帯に「うどんコーナー」のサービス名でうどんを中心とした軽食の提供に簡略化。）
- 2等室（8室・和室 8名×4室、27名×2室、18名×2室）
- ドライバーズルーム（10名1室・洋室）
- 1等洋室（2名・2室）
- 1等和室（3名・2室）
- ラウンジ

6階・A甲板
- ロビー・TVコーナー
- ゲームルーム
- 麻雀ルーム
- 展望風呂
- ミーティングルーム（2等室・29名）
- 自動販売機コーナー
- 1等洋室（5名・16室）
- 1等和室（5名・2室）
- 1等浴室
- 特等洋室（2名×2室）

7階・航海甲板
- 特等洋室（2名×4室）
- イベントホール（2等室・128名）

## 事故・インシデント

### 乗り揚げ事故
2014年7月26日、12時5分ごろ、東京港へ向けて徳島小松島港を出港する際、徳島小松島港東方沖2マイルにある浅瀬、沖ノ瀬（水深3.5m）に乗り揚げた。停船後、浸水により船体が傾斜したが、ヒールタンクへの注水により傾斜は回復し自力航行が可能であったため、来援したタグボート2隻および巡視艇の伴走を受けて徳島小松島港へ引き返し、13時40分ごろフェリーバースに着岸した。
沖ノ瀬は底質が岩であったため、本船は右舷船底部が約40mにわたって凹損、長さ約23.6m、幅約0.65mの破口を生じ、右舷プロペラおよび右舷舵板も一部損傷した。破口から複数のボイドスペースに浸水、開放されていた水密扉を通じてF甲板の車両積載区画も浸水した。フィンスタビライザ室の浸水により、駆動部が濡損したため、フィンスタビライザは使用不能となった。乗船していた乗員19名、旅客43名に被害はなかったが、搭載していた車両188両のうち、F甲板の乗用車43台が浸水により濡損、D甲板の乗用車3台が接触の衝撃および船体傾斜により損傷した。
事故原因は、シラス網漁の漁船団を回避する際に船長が船位の確認を行っておらず、浅所に接近したためであるとされた。現場海域では多数の漁船群が操業しており、本船は3組のシラス網漁の漁船団を回避するところであった。また、車両搭載区画への浸水は航海中は常時閉鎖されるべきである水密扉が開放されていたために発生した。この事故により、本船が配船されていた便は欠航となり、本船は尾道造船で修理を受けた後、2014年9月13日より運航に復帰した。

### 火災転覆事故
2022年11月16日、インドネシア・ジャワ島のケタパン港からロンボク島のレンバー港へ向かっていた本船は、バリ島のカランガセム沖約1.5km付近で火災が発生、乗員乗客271名が救出された後、船外からの消火が届かず沈没に至った。